# NickToons (France)
 (juin 2025).
Si vous disposez d'ouvrages ou d'articles de référence ou si vous connaissez des sites web de qualité traitant du thème abordé ici, merci de compléter l'article en donnant les références utiles à sa vérifiabilité et en les liant à la section « Notes et références ».
NickToons est une chaîne de télévision payante privée francophone, dédiée à l’animation, appartenant au groupe américain Paramount Networks EMEAA. Elle est lancée le 15 juillet 2025 en remplacement de la chaîne Nickelodeon Teen.

## Histoire
En juin 2025, Paramount annonce le remplacement de Nickelodeon Teen par NickToons, dans une volonté de recentrer la chaîne sur les dessins animés, en cohérence avec l’offre internationale.

## Positionnement
NickToons est une chaîne 100 % animation. À la différence de Nickelodeon Teen, proposant des séries destinées aux adolescents, la programmation de NickToons se concentre uniquement sur les séries animées issues du catalogue Nickelodeon.
Elle propose des dessins animés tels que :
- Alvinnn !!! et les chipmunks
- Avatar, le dernier maître de l'air
- Bienvenue chez les Casagrandes
- Bienvenue chez les Loud
- Bob l’éponge
- Kamp Koral : Bob la petite éponge
- Les Aventures de Kid Danger
- Les Aventures temporelles de Sammy et Raj
- Le Destin des Tortues Ninja
- Les Tortues Ninja
- Mes parrains sont magiques
- Patrick Super Star
- Sonic Prime

## Diffusion
NickToons est disponible via :
- Canal+ (France) 146
- Orange TV 102
- SFR 212
- Bouygues Telecom 107
- Free 152

Sa diffusion débute officiellement le 15 juillet 2025 (et le 16 juillet 2025 sur certains réseaux).